# 比塞勒
比塞勒（法語：Bisel，法語發音：[bizɛl]）是法国上莱茵省的一个市镇，属于阿尔特基什区。

## 地理
比塞勒（47°32'7"N, 7°13'6"E）面积8.1 平方千米，位于法国大東部大區上莱茵省，该省份为法国东部内陆省份，是阿尔萨斯的一部分，今与下莱茵省组成了阿尔萨斯欧洲集体，其北临下莱茵省，西接孚日省，西南接贝尔福地区省，东侧沿莱茵河与德国相望，南与瑞士接壤。
与比塞勒接壤的市镇（或旧市镇、城区）包括：拉尔吉岑、上塞普瓦、莫斯拉尔格、默尔纳克、费尔德巴克、艾默斯多夫。
比塞勒的时区为UTC+01:00、UTC+02:00（夏令时）。

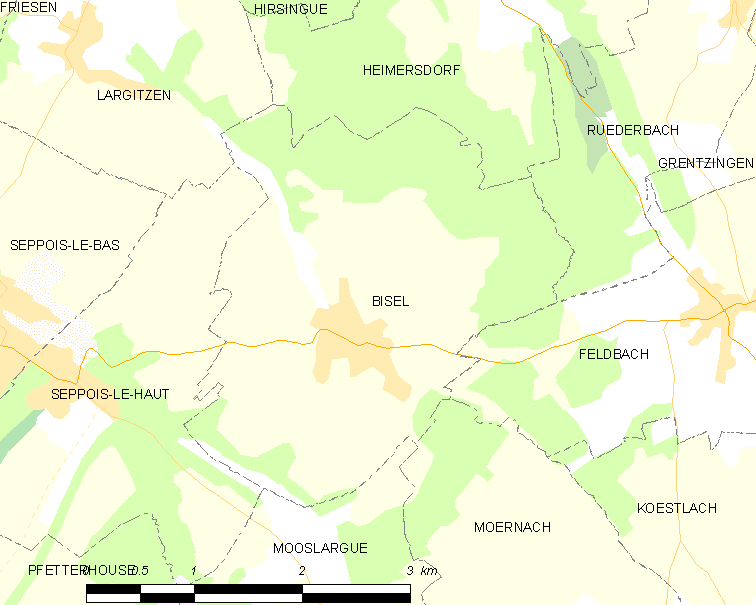
比塞勒的OSM定位图

## 行政
比塞勒的邮政编码为68580，INSEE市镇编码为68039。

## 政治
比塞勒所属的省级选区为阿尔特基什县。

## 人口

1962-2008年间比塞勒人口变化图示

比塞勒于2022年1月1日时的人口数量为542人。